# UTC+5:30
UTC + 5:30 ou Horário Padrão da Índia (em inglês: Indian Standard Time - IST) é o Tempo Universal Coordenado (em inglês: Coordinated Universal Time - UTC) no qual o horário local é contado a partir de mais cinco horas e trinta minutos, em relação ao horário do Meridiano de Greenwich.

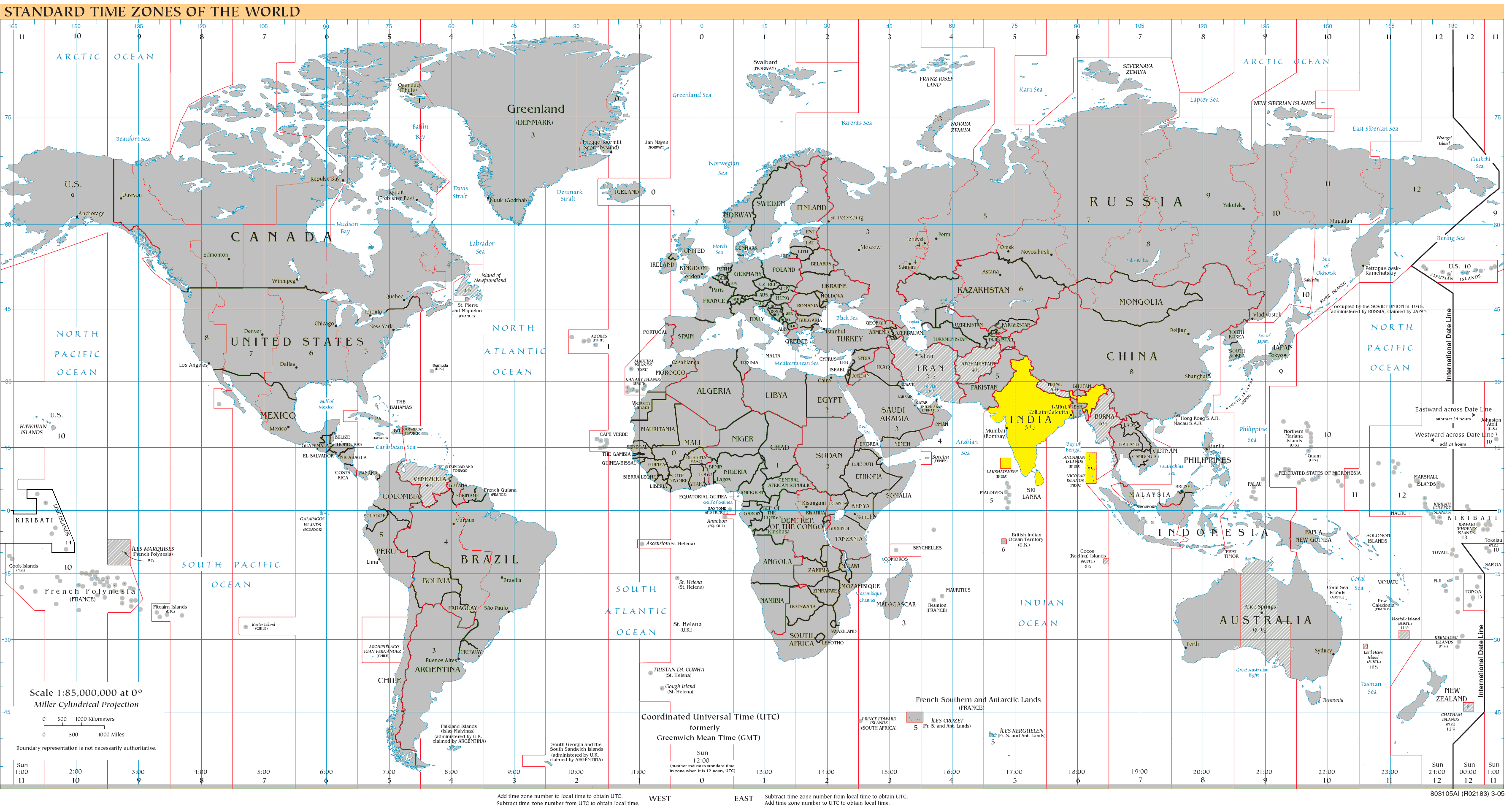
Mapa contendo as variações de tempo de acordo com a longitude, com a UTC+5:30 em destaque (Amarelo)

Longitude ao meio: 82º 30' 00" L

## Países
As principais cidades presentes neste fuso horário são as indianas Cheenai e Mumbai (Bombaim), além da capital cingalesa Colombo.

### Durante o ano inteiro
- Índia[1]
- Sri Lanka[2]